# وسام الأمير ياروسلاف الحكيم
وسام الأمير ياروسلاف الحكيم (الأوكراني: Орден князя Ярослава Мудрого) هي جائزة لأوكرانيا.  يتم منحها للخدمات المتميزة لدولة وشعب الأمة الأوكرانية.  تم إنشاء الأمر في 23 أغسطس 1995 من قبل الرئيس الأوكراني ليونيد كوتشما.
يتم منح هذا الوسام  في خمس درجات ويحتوي على شريط أزرق به شريط أصفر على كل حافة.

## ميداليات نجم واشرطة
|       | المرتبة الاولى | المرتبة الثانية | المرتبة الثالثة | المرتبة الرابعة | المرتبة الخامسة |
| ----- | -------------- | --------------- | --------------- | --------------- | --------------- |
| وسام  |                |                 |                 |                 |                 |
| نجمات |                |                 |                 |                 |                 |
| اشرطة |                |                 |                 |                 |                 |